# Ротман, Карл

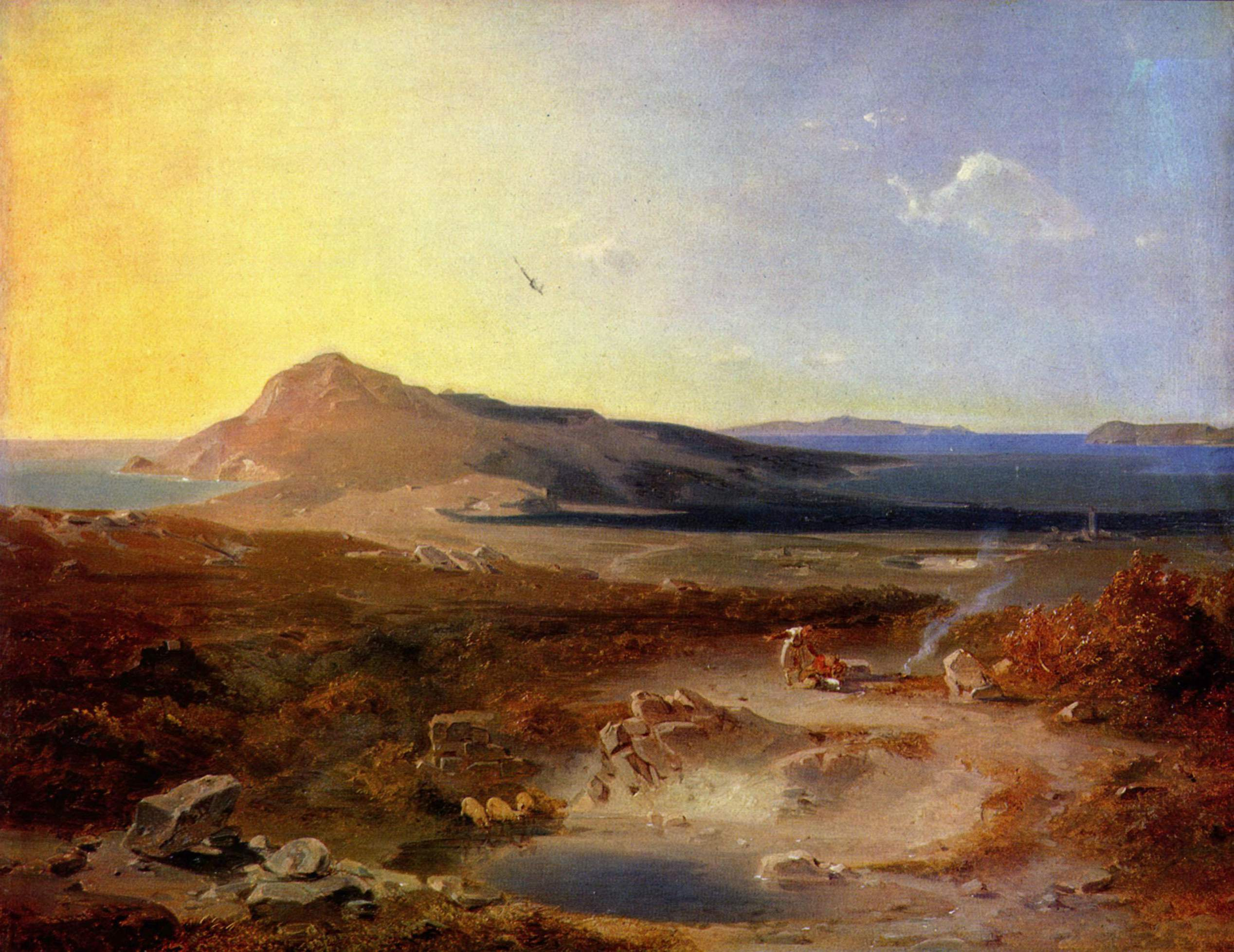
Остров Делос 1847. Кунстхалле. Карлсруэ

Карл Антон Йозеф Ротман (нем. Carl Anton Joseph Rottmann; 11 января 1797, Хандшусхайм, ныне район Гейдельберга — 7 июля 1850, Мюнхен) — немецкий живописец-пейзажист, самый известный из представителей большой художественной семьи.
Ротман принадлежал к кругу художников, работавших при дворе баварского короля Людвига I, от которого он получал заказы на создание больших панорамных пейзажей. Ротман приобрёл известность благодаря мифологически-героизированной пейзажной живописи. Учеником Ротмана был живописец-пейзажист Карл Линдеманн-Фроммель.

## Биография
Первые уроки живописного мастерства Карл Ротман получил от отца, художника Фридриха Ротмана, который преподавал рисование в Гейдельбергском университете. В начале своего творчества Карл Ротман писал картины, изображавшие атмосферные явления.
В 1821 году Ротман переехал в Мюнхен, где начался следующий этап его художественной деятельности. В 1824 году он женился на Фридерике Шкель, дочери своего дяди Фридриха Людвига фон Шкеля, известного паркового архитектора и создателя Английского парка Хофгартен в Мюнхене. Женитьба открыла Ротманну дорогу ко двору. Король Людвиг I помог Ротманну осуществить поездку в Италию в 1826-1827 годах для того, чтобы художник смог пополнить тематику его творчества, которая до этого ограничивалась лишь местными пейзажами. По возвращении Ротман получил от короля заказ на серию монументальных пейзажей Италии для аркад мюнхенского дворца Хофгартен. Созданная в 1833 году серия из 28 фресок отразила привязанность Людвига к Италии и поставил пейзажную живопись вровень с исторической, которая преобладала до этого в монументальных заказах короля. В честь этого события король Людвиг даже написал дистихон.
В 1832 году, после возведения на греческий трон сына Людвига I короля Оттона, Ротман получил от короля новый заказ на серию пейзажей, посвящённых природе Греции, который ознаменовал третий этап в творчестве художника. Изначально греческий цикл, как и итальянский, должен был разместиться в Хофгартене, однако впоследствии 23 крупноформатных пейзажа разместились в отдельном зале «Новой пинакотеки» — Зале Ротманна, который до 1944 года, когда здание художественного музея было разрушено, являлся кульминационным пунктом живописного собрания Людвига I. Греческие пейзажи Ротманна воссоединились в восстановленной Новой пинакотеке лишь в 2003 году по случаю празднования её 150-летия.
В 1841 году Ротманн получил от Людвига I звание придворного художника. Ротманн умер в возрасте 53 лет. Он считается самым известным представителем художественной династии Ротманнов.
Также занимался педагогической деятельностью, среди его учеников были братья Август и Франц Зейдели.